# Monumento natural Cueva Iazoni
El monumento natural Cueva Iazoni (en georgiano: იაზონის მღვიმე) también conocido como Cueva Tskaltsitela es una cueva kárstica cercana a la aldea Godogni, en el municipio de Terjola, a las afueras de Kutaisi, región de Imericia, Georgia, a 135 metros sobre el nivel del mar. La cueva se encuentra ubicada en el margen derecho del río Tskaltsitela, afluente del Rioni, cerca del puente del pueblo de Godogni.

## Morfología
La cueva Iazoni está tallada en piedra caliza del Cretácico Inferior, que es un material del cauce del río. Su longitud total es de 40 metros. La cueva destaca por sus techos en forma de arco naturalmente decorados con pequeñas estalactitas acompañadas de estalagmitas en el suelo. El ancho se reduce rápidamente a 2,5 m a una distancia de solo 10 m de la entrada y la altura del techo disminuye a 0,5 m más cerca de la sección final de la cueva. El lodo limoso hace que su suelo sea resbaladizo y dificulta el acceso a la cueva. 

## Fauna
La cueva proporciona refugio a varios animales. Es el hogar de troglofauna como Troglocaris (Xiphocaridinella) kutaissiana (Sadowsky, 1930).

## Hallazgos paleontológicos
Se han realizado hallazgos paleontológicos de huesos de animales y herramientas de sílex que establecieron la presencia de habitantes de las cavernas del período Paleolítico.